# От кутюр (фильм, 2021)
«От кутюр» (фр. Haute Couture) ― фильм сценариста и режиссёра Сильви Оайон, выпущенный в 2021 году.

## Сюжет
У первой сотрудницы ателье Dior, Эстер однажды в метро крадёт сумку молодая девушка по имени Жади, но, затем, испытывая угрызения совести, она возвращает ей сумку. Эстер обнаруживает, что у Жади золотые руки, созданные для шитья и вышивания, и она берет ее на работу в качестве стажера. У обеих характер не из легких, часты столкновения и недопонимания, работа в сфере высокой моды требует много усилий, ателье кишит соперничеством и завистью, но постепенно Жади вливается в струю, она учится создавать красоту, а Эстер привыкает к ней.

## В ролях
- Натали Бай ― Эстер
- Лина Кудри ― Жади
- Паскаль Арбийо ― Катрин
- Клод Перрон ― Андре
- Сумэй Бокум ― Суад
- Адам Бесса ― Абдель
- Клотильда Куро ― Муму